# دابرونتس
دابرونتس (به مجاری:  Dabronc) یک شهرداری در مجارستان است که در وسپرم واقع شده‌است. دابرونتس ۲۰٫۲۷ کیلومتر مربع مساحت و ۴۸۲ نفر جمعیت دارد.